# Kabinett Lincoln

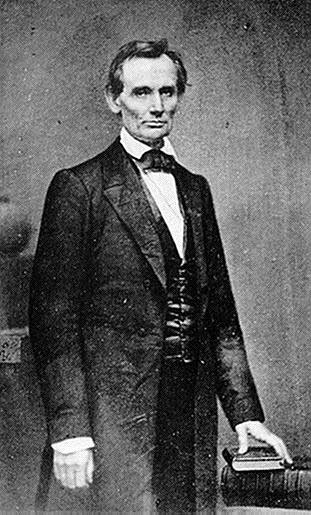
Abraham Lincoln, 16. Präsident der Vereinigten Staaten

Abraham Lincoln wurde 1860 zum Präsidenten der Vereinigten Staaten gewählt und war damit das erste Mitglied der Republikanischen Partei in diesem Amt. Seine erste Amtszeit war geprägt durch den Bürgerkrieg, zu                      dessen Ausbruch auch seine Wahl als die eines Gegners der Sklaverei geführt hatte. Am 15. April 1865, sechs Tage nach der Kapitulation der Südstaaten, wurde er in Washington von John Wilkes Booth ermordet; Vizepräsident Andrew Johnson, erst im Jahr zuvor zum Nachfolger von Hannibal Hamlin an Lincolns Seite gewählt, beendete die Amtsperiode.
Nach dem Verlust der Mehrheit für die Republikaner bei der Wahl zum Repräsentantenhaus 1862 behielten sie die Mehrheit durch eine, in den USA sehr seltene, Koalition mit den Unionisten aufrecht.
Während der vierjährigen Amtszeit gab es im Großteil der Ministerien personelle Umbesetzungen. Lediglich Außenminister William H. Seward und Marineminister Gideon Welles behielten ihre Posten; beide blieben auch bis zum Ende der Amtszeit von Lincolns Nachfolger Andrew Johnson im Jahr 1869 im Amt.

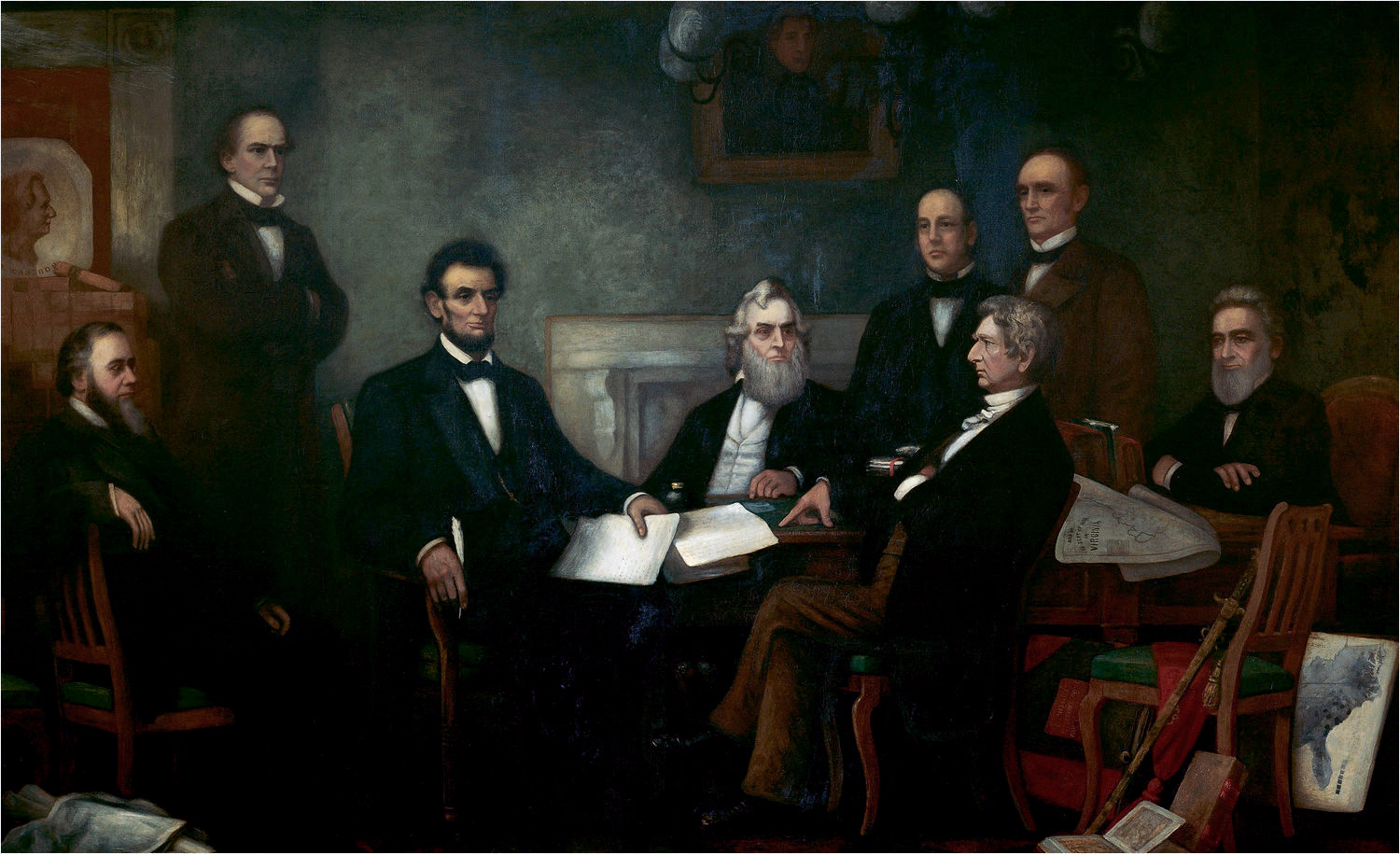
Das Kabinett Lincoln beim Verfassen der Emanzipations-Proklamation.

## Mehrheit im Kongress
| Präsident                         | Präsident           | Kongress | Haus  | Haus    | Senat | Senat | Gesamt | Gesamt             |
| --------------------------------- | ------------------- | -------- | ----- | ------- | ----- | ----- | ------ | ------------------ |
|                                   | Abraham Lincoln (R) | 37.      |       | 108/183 |       | 31/49 |        | Unified government |
| 38.                               | Abraham Lincoln (R) | 112/184  | 33/52 |         |       |       |        | Unified government |
| 39.                               | Abraham Lincoln (R) | 137/193  | 39/54 |         |       |       |        | Unified government |
| Quelle: Repräsentantenhaus, Senat |                     |          |       |         |       |       |        |                    |

## Das Kabinett
| Ressort / Amt                          | Amtsinhaber            | Partei | Partei           | Zeitraum  | Bild |
| -------------------------------------- | ---------------------- | ------ | ---------------- | --------- | ---- |
| Präsident der Vereinigten Staaten      | Abraham Lincoln        |        | Republikaner (R) | 1861–1865 |      |
| Vizepräsident der Vereinigten Staaten  | Hannibal Hamlin        |        | R                | 1861–1865 |      |
| Vizepräsident der Vereinigten Staaten  | Andrew Johnson         |        | D für NU gewählt | 1865      |      |
| Ministerämter                          |                        |        |                  |           |      |
| Außenminister der Vereinigten Staaten  | William Henry Seward   |        | R                | 1861–1865 |      |
| Finanzminister der Vereinigten Staaten | Salmon Portland Chase  |        | R                | 1861–1864 |      |
| Finanzminister der Vereinigten Staaten | William Pitt Fessenden |        | R                | 1864–1865 |      |
| Finanzminister der Vereinigten Staaten | Hugh McCulloch         |        | R                | 1865      |      |
| Kriegsminister der Vereinigten Staaten | Simon Cameron          |        | R                | 1861–1862 |      |
| Kriegsminister der Vereinigten Staaten | Edwin M. Stanton       |        | D später R       | 1862–1865 |      |
| Marineminister der Vereinigten Staaten | Gideon Welles          |        | R                | 1861–1865 |      |
| Justizminister der Vereinigten Staaten | Edward Bates           |        | R                | 1861–1864 |      |
| Justizminister der Vereinigten Staaten | James Speed            |        | R                | 1864–1865 |      |
| Postminister der Vereinigten Staaten   | Montgomery Blair       |        | R                | 1861–1864 |      |
| Postminister der Vereinigten Staaten   | William Dennison       |        | R                | 1864–1865 |      |
| Innenminister der Vereinigten Staaten  | Caleb Blood Smith      |        | R                | 1861–1862 |      |
| Innenminister der Vereinigten Staaten  | John Palmer Usher      |        | R                | 1863–1865 |      |